# Гликман, Леонид Самуилович
Леони́д Самуи́лович Гли́кман (1909—1941) — советский композитор, пианист, педагог. Один из организаторов Союза композиторов Карелии. Член Союза композиторов СССР (1938).

## Биография
В 1932 г. окончил Бакинскую консерваторию, фортепианный факультет (класс профессора Г. Г. Шароева).
С 1932 по 1938 г. продолжал обучение в Ленинградской консерватории на фортепьянном факультете (класс профессора П. А. Серебрякова).
С 1933 г. — солист Петрозаводской филармонии и преподаватель фортепиано в Петрозаводском дворце пионеров, в Петрозаводском музыкальном училище, на спецкурсах художественной самодеятельности при Доме народного творчества.
Выступал в местной периодической печати в качестве музыкального критика, а также со своими произведениями в жанре поэзии.
В 1941 г. Леонид Гликман отказался от брони, освобождавшей его от призыва и ушёл на фронт Великой Отечественной войны, служил политруком сводного истребительного батальона.
Погиб на фронте в декабре 1941 г., место гибели неизвестно.

## Основные произведения
- Цикл прелюдий для фортепиано (1938)
- Скерцо для симфонического оркестра (1939)
- Токката для 2 фортепиано (1939)
- Детский балет (не оконченное произведение)
- Музыка к радиопостановкам и драматическим спектаклям
- Токката (до 1941 г.)
- Страна-подруга: Песня / Слова Л. Гликмана
- Марш истребительных батальонов[источник не указан 551 день]

## Семья
- Жена — Цецилия Наумовна Кофьян (1907—1987) — выпускница инструкторского факультета Ленинградской консерватории по специальности «хоровое дирижирование», музыкальный педагог.
  - Дочь — Татьяна Леонидовна Гликман (1939—1992) — композитор, музыкальный педагог, хормейстером академического хора Петрозаводского госуниверситета[5].